# J結合
J結合（Jけつごう、英: J-coupling）は、2つの核の間の磁場中にある結合性電子の影響による2つの核スピン間の相互作用（カップリング）である。
他方で、結合を介さないスピン間の相互作用は、（磁気）双極子相互作用と呼ばれる。
J結合は間接双極子-双極子相互作用（indirect dipole dipole coupling）、J相互作用、スピン結合（スピンカップリング）とも呼ばれる。
J結合は二面角に関する情報を含んでおり、カープラス式を用いて推定することができる。J結合は一次元核磁気共鳴分光法における重要な観測可能な効果である。

## 発見
1951年10月、アーウィン・ハーンとD. E. Maxwellはジクロロアセトアルデヒド中の2つのプロトン間の相互作用の存在を示す「スピンエコー実験」を報告した。エコー実験では、2つの短く強いラジオ波磁場のパルスが核磁気共鳴条件にあるスピン集団に印加され、時間間隔τで分離される。2τ後に、エコーは一定の最大強度で現われる。τのそれぞれの設定に対して、エコーシグナルの最大強度が計測され、τの関数としてプロットされる。スピン集団が磁気モーメントで構成されているとしたら、エコーエンベロープの単調減衰が得られる。Hahn-Maxwell実験においては、この減衰は2つの周波数によって変調された。一つは、2つの等価でないスピン間の化学シフトの差に対応しており、もう一つの周波数Jはより小さく、磁場強度に依存していなかった（J/2π = 0.7 cycle 毎秒）。
このような相互作用はたいへんな驚きを持って迎えられた。2つの磁気双極子間の直接相互作用は2つの核の相対位置に依存している。
1951年11月、ノーマン・ラムゼーとエドワード・ミルズ・パーセルは、この観測を説明し、I1.I2型の相互作用を生じさせる機構を提唱した。機構は、それぞれの核とそれ自身の原子の電子スピンとの間の磁気的相互作用、電子スピン同士の交換結合である。
1990年代、水素結合の両側の磁気的に活性な核間でJ結合が存在する直接的な証拠が発見された。J結合は大抵、純粋な共有結合の存在と関連しているため、水素結合を越えたそのようなカップリングが観察されたことは当初驚かれた。しかしながら、現在は水素結合J結合において、共有結合と同じ電子媒介分極機構が起こることがよく証明されている。

## J結合のハミルトニアン
分子系のハミルトニアンは以下のように書くことができる。
H = D1 +D2 +D3.
D1 = 電子軌道-軌道、スピン-軌道、スピン-スピン、電子スピン-外部磁場相互作用
D2 = 核スピンと電子スピンとの間の磁気的相互作用
D3 = それぞれの核間の直接的相互作用
一重項分子状態およびしばしば起こる分子衝突では、D1およびD3はほぼゼロである。同分子内のスピンIjとIkとの間のJ結合相互作用の完全形は、
H = 2π Ij. Jjk. Ik
となり、JjkはJ結合テンソル（3x3実行列）である。これは、分子の配向に依存している。等方性液体では、一次元の数（スカラー結合）で表される。一次元NMRにおいてスカラー結合は、FIDの振動とスペクトル中の線の分裂を起こす。

## J結合の測定
エイドリアン・バックスらによって1994年に開発された「定量的J相関」法がJ結合を正確に測定する手法として一般的である。

## デカップリング
選択的ラジオ波照射によって、NMRスペクトルは完全あるいは部分的にデカップリングされ、カップリング効果が消滅あるいは選択的に減弱する。炭素13NMRはしばしばデカップリング条件で測定される。

## 推薦文献
- H. S. Gutowsky, D. W. McCall, C. P. Slichter (1951). “Coupling among Nuclear Magnetic Dipoles in Molecules”. Physical Review 84 (3):  589–90. Bibcode: 1951PhRv...84..589G. doi:10.1103/PhysRev.84.589.2.
- E. L. Hahn and D. E. Maxwell (1951). “Chemical Shift and Field Independent Frequency Modulation of the Spin Echo Envelope”. Physical Review 84 (6):  1246. Bibcode: 1951PhRv...84.1246H. doi:10.1103/PhysRev.84.1246.
- N. F. Ramsey and E. M. Purcell (1952). “Interactions between Nuclear Spins in Molecules”. Physical Review 85 (1):  143. Bibcode: 1952PhRv...85..143R. doi:10.1103/PhysRev.85.143.